# のちのちのシトロン
『のちのちのシトロン』（のちのちのシトロン）は、天乃タカによる日本の漫画。『月刊プリンセス』（秋田書店）にて、2013年5月号より連載された。

## 概要
めでたし めでたし のちのちの物語
正義が悪を倒し、平和が訪れてから長い年月が経った後も、ヒーローの遺伝子は受け継がれていった。
高校1年生になる鈴はヒーローの遺伝子を持った少女であり、ハンディミラーにキスをすると超人的な力を持つ少年に変身出来るという性質を持っている。
新しい学校にて、鈴と正反対の少年から少女へ変身する特殊能力を持つ朋、鈴と同じ特殊能力を持つ悠と出会い、様々な珍騒動を繰り広げる。

## 登場人物
鈴（すず）
本作の主人公である少女。
ヒーローの遺伝子を持っており、ハンディミラーにキスをすると超人的な力を持つ少年に変身出来るという特殊能力を持つ。
朋（とも）
鈴の幼馴染の少年。少女に変身するという特殊能力を持つ。
鈴が初恋の相手なのだが幼い頃、彼女が引っ越した為、何年も会うことが出来ず、鈴は朋のことを気付いていない。
悠（ゆう）
鈴のクラスメイトである少女。鈴と同じ能力を持っている。